# Gaucha santana
Espèce
Gaucha santana est une espèce de solifuges de la famille des Mummuciidae.

## Distribution
Cette espèce est endémique du Rio Grande do Sul au Brésil. Elle se rencontre vers Santana do Livramento.

## Description
Le mâle holotype mesure 8,51 mm et la femelle paratype 15,16 mm.

## Étymologie
Son nom d'espèce lui a été donné en référence au lieu de sa découverte, Santana do Livramento.

## Publication originale
- Botero-Trujillo, Ott, Mattoni, Nime & Ojanguren-Affilastro, 2019 : Two new species of the sun-spider genus Gaucha from Argentina and Brazil (Solifugae, Mummuciidae). Zootaxa, no 4551(2), p. 180-194.